# Lingue senagi
Le lingue senagi sono un ramo delle lingue trans-Nuova Guinea parlate in Indonesia e Papua Nuova Guinea.

## Distribuzione geografica
Le lingue sono parlate in una zona dell'isola della Nuova Guinea centro-settentrionale che politicamente è divisa tra la provincia di Papua indonesiana e la provincia di Sandaun appartenente a Papua Nuova Guinea. Senagi è un paese di quest'ultima provincia.
Secondo il censimento del 1990, erano 1270 le persone che parlavano l'angor in Papua Nuova Guinea, mentre secondo stime del SIL del 1987 erano circa un migliaio coloro che parlavano il dera in Indonesia, e altri 690 nella zona sotto la giurisdizione di Papua Nuova Guinea.

## Classificazione
Secondo Ethnologue, la classificazione delle lingue senagi è la seguente:
- lingua angor (codice ISO 639-3 agg)
- lingua dera (kbv)